# Heidi Jo Marvin
Heidi Jo Marvin, más conocida como Heidi Jo Newberg, es una astrofísica estadounidense conocida por su trabajo en la comprensión de la estructura de nuestra galaxia, la Vía Láctea. Entre los hallazgos de su equipo se encuentran que la Vía Láctea está canibalizando estrellas de galaxias más pequeñas y que la Vía Láctea es más grande y tiene más ondas de las que se creía anteriormente. Es participante fundadora de Sloan Digital Sky Survey (SDSS) y Sloan Extension for Galactic Understanding and Exploration (SEGUE),  y es líder del equipo del proyecto de computación distribuida astrofísica MilkyWay @ home. Es profesora de Física, Física Aplicada y Astronomía en el Instituto Politécnico Rensselaer (RPI) en Troy, Nueva York, EE. UU. y miembro de la Sociedad Estadounidense de Física.

## Carrera
Recibió su licenciatura en Física del Instituto Politécnico Rensselaer en 1987. Recibió su Ph.D. en Física de la Universidad de California, Berkeley en 1992, trabajando en la Búsqueda Automatizada de Supernovas de Berkeley, que midió las tasas de supernova como una función del tipo de supernova en galaxias a la distancia de Virgo; y el Proyecto de Cosmología de Supernovas, que midió los parámetros cosmológicos Omega y Lambda utilizando las curvas de luz de supernovas distantes, y proporcionó una fuerte evidencia de que la expansión de nuestro universo se está acelerando. En 2007, compartió el Premio Gruber en Cosmología junto con los otros miembros del Proyecto de Cosmología Supernova y en 2011 el líder del grupo ganó el Premio Nobel de Física. Compartió el Premio Breakthrough 2015 en Física Fundamental junto con otros miembros del Proyecto de Cosmología de Supernova.
En Fermilab, trabajó en el Sloan Digital Sky Survey a partir de 1992 y en Sloan Extension for Galactic Understanding and Exploration. Se incorporó a la facultad del Instituto Politécnico Rensselaer en 1999. También es presidenta del consejo de administración del Observatorio Dudley y directora del Observatorio Hirsch. En 2012, fue elegida miembro de la American Physical Society "por sus contribuciones a nuestra comprensión de la estructura de la Vía Láctea y el universo y por el software de desarrollo y la infraestructura de hardware para medir y extraer información significativa de grandes conjuntos de datos de estudios astronómicos. . "
Ha publicado artículos en diversas áreas de la astronomía galáctica y extragaláctica, que incluyen: fenomenología de supernovas, medición de parámetros cosmológicos de supernovas, fotometría de galaxias, selección de colores de QSO, propiedades de las estrellas y la estructura de nuestra galaxia.

## Vida personal
Nació en Washington D. C.. Está casada con Lee Newberg y tiene cuatro hijos.